# امبادوت
امبادوت (به لاتین: Ambadwet) یک منطقهٔ مسکونی در Mulshi taluka است که در ناحیه پونه واقع شده‌است.